# Judaïsme néologue
Le judaïsme néologue (en hongrois : Neológia ou Neológ irányzat, « faction néologue ») est un courant du judaïsme connu à l'origine comme la branche hongroise du judaïsme progressiste, mais devenu par la suite plus conservateur. 

## Histoire
Il se rattache historiquement à la naissance du courant du judaïsme réformé dans l'Empire austro-hongrois (1867-1918), mais est revenu ensuite à un judaïsme conservateur plus traditionnel. 
Ce courant juif s'est construit en opposition à la tradition orthodoxe. Il en résulta une profonde division de la communauté juive de Hongrie ; les orthodoxes considérant leur coreligionnaires réformés comme des non-Juifs.
De rite ashkénaze, il est présent en Hongrie et dans toutes les régions magyarophones. Sa place forte est la grande synagogue de Budapest.
Durant la période de la République populaire de Hongrie, sa principale personnalité est Sandor Scheiber (1913-1985), directeur à partir de 1950 du séminaire rabbinique de Budapest (université juive).
À l'heure actuelle, les juifs de Hongrie sont presque tous néologues, les juifs traditionnels ayant généralement quitté le pays depuis la Seconde Guerre mondiale.